# Natació als Jocs Olímpics d'estiu de 2012 - 200 metres esquena masculins
La prova dels 200 metres esquena masculins dels Jocs Olímpics d'Estiu de 2012 es va disputar l'1 i 2 d'agost al London Aquatics Centre.

## Rècords
Abans de la prova els rècords del món i olímpic existents eren els següents:
| Rècord del món | 1' 51" 92 | Aaron Peirsol (USA) | 31 de juliol de 2009 | Roma (Itàlia) | [ 2 ] [ 3 ] |
| Rècord olímpic | 1' 53" 94 | Ryan Lochte (USA)   | 15 d'agost de 2008   | Pequín (Xina) | [ 4 ]       |

Durant la competició es va batre el següent rècord:
| Data         | Prova | Nom               | Temps     | Rècord |
| ------------ | ----- | ----------------- | --------- | ------ |
| 30 de juliol | Final | Tyler Clary (USA) | 1' 53" 41 | OR     |

## Medallistes
| Or                | Plata              | Bronze            |
| Tyler Clary (USA) | Ryosuke Irie (JPN) | Ryan Lochte (USA) |

## Resultats

### Sèries
| Pos | Sèrie | Línia | Nom                        | Temps   | Notes |
| --- | ----- | ----- | -------------------------- | ------- | ----- |
| 1   | 3     | 4     | Tyler Clary (USA)          | 1:56.24 | Q     |
| 2   | 5     | 4     | Ryan Lochte (USA)          | 1:56.36 | Q     |
| 3   | 5     | 3     | Zhang Fenglin (CHN)        | 1:56.71 | Q     |
| 4   | 4     | 4     | Ryosuke Irie (JPN)         | 1:56.81 | Q     |
| 5   | 2     | 4     | Gábor Balog (HUN)          | 1:56.98 | Q     |
| 6   | 4     | 5     | Jan-Philip Glania (GER)    | 1:57.01 | Q     |
| 7   | 3     | 7     | Nick Driebergen (NED)      | 1:57.29 | Q     |
| 8   | 5     | 2     | Yakov Toumarkin (ISR)      | 1:57.33 | Q, NR |
| 9   | 3     | 5     | Péter Bernek (HUN)         | 1:57.52 | Q     |
| 10  | 4     | 7     | Mitch Larkin (AUS)         | 1:57.53 | Q     |
| 11  | 3     | 1     | Tobias Oriwol (CAN)        | 1:58.06 | Q     |
| 12  | 5     | 6     | Yannick Lebherz (GER)      | 1:58.07 | Q     |
| 13  | 3     | 3     | Kazuki Watanabe (JPN)      | 1:58.17 | Q     |
| 14  | 5     | 5     | Radosław Kawęcki (POL)     | 1:58.18 | Q     |
| 15  | 4     | 1     | Omar Pinzón (COL)          | 1:58.20 | Q     |
| 16  | 4     | 2     | Leonardo Deus (BRA)        | 1:58.22 | Q     |
| 17  | 3     | 2     | Arkady Vyatchanin (RUS)    | 1:58.69 |       |
| 18  | 3     | 8     | Marco Loughran (GBR)       | 1:58.72 |       |
| 19  | 5     | 7     | Sebastiano Ranfagni (ITA)  | 1:58.76 |       |
| 20  | 2     | 2     | Pedro Oliveira (POR)       | 1:58.83 | NR    |
| 21  | 4     | 8     | Matson Lawson (AUS)        | 1:58.92 |       |
| 22  | 3     | 6     | Chris Walker-Hebborn (GBR) | 1:59.00 |       |
| 23  | 5     | 1     | Anton Anchin (RUS)         | 1:59.49 |       |
| 24  | 4     | 3     | Benjamin Stasiulis (FRA)   | 1:59.52 |       |
| 25  | 2     | 5     | Darren Murray (RSA)        | 2:00.01 |       |
| 26  | 2     | 3     | Aschwin Wildeboer (ESP)    | 2:00.02 |       |
| 27  | 2     | 7     | Pedro Medel (CUB)          | 2:00.05 |       |
| 28  | 5     | 8     | Xu Jiayu (CHN)             | 2:00.26 |       |
| 29  | 4     | 6     | Gareth Kean (NZL)          | 2:00.54 |       |
| 30  | 2     | 8     | Alexandr Tarabrin (KAZ)    | 2:01.22 |       |
| 31  | 2     | 1     | Park Hyung-Joo (KOR)       | 2:01.50 |       |
| 32  | 1     | 5     | Derya Buyukuncu (TUR)      | 2:01.68 |       |
| 33  | 2     | 6     | Oleksandr Isakov (UKR)     | 2:01.78 |       |
| 34  | 1     | 4     | Sebastian Stoss (AUT)      | 2:02.91 |       |
| 35  | 1     | 3     | Quah Zheng Wen (SIN)       | 2:03.45 |       |

### Semifinal

#### Semifinal 1
| Pos | Línia | Nom                     | Temps   | Notes  |
| --- | ----- | ----------------------- | ------- | ------ |
| 1   | 4     | Ryan Lochte (USA)       | 1:55.40 | Q      |
| 2   | 5     | Ryosuke Irie (JPN)      | 1:55.68 | Q      |
| 3   | 1     | Radosław Kawęcki (POL)  | 1:56.74 | Q      |
| 4   | 2     | Mitch Larkin (AUS)      | 1:56.82 | Q      |
| 5   | 6     | Yakov Toumarkin (ISR)   | 1:57.33 | Q, =NR |
| 6   | 3     | Jan-Philip Glania (GER) | 1:57.43 |        |
| 7   | 8     | Leonardo Deus (BRA)     | 1:58.14 |        |
| 8   | 7     | Yannick Lebherz (GER)   | 1:58.80 |        |

#### Semifinal 2
| Pos | Línia | Nom                   | Temps   | Notes |
| --- | ----- | --------------------- | ------- | ----- |
| 1   | 4     | Tyler Clary (USA)     | 1:54.71 | Q     |
| 2   | 5     | Zhang Fenglin (CHN)   | 1:55.66 | Q     |
| 3   | 1     | Kazuki Watanabe (JPN) | 1:56.81 | Q     |
| 4   | 6     | Nick Driebergen (NED) | 1:57.35 |       |
| 5   | 3     | Gabor Balog (HUN)     | 1:57.56 |       |
| 6   | 2     | Peter Bernek (HUN)    | 1:57.71 |       |
| 7   | 7     | Tobias Oriwol (CAN)   | 1:58.74 |       |
| 8   | 8     | Omar Pinzón (COL)     | 1:58.99 |       |

### Final
| Pos    | Línia | Nom                    | Temps   | Notes |
| ------ | ----- | ---------------------- | ------- | ----- |
| Or     | 4     | Tyler Clary (USA)      | 1:53.41 | OR    |
| Argent | 6     | Ryosuke Irie (JPN)     | 1:53.78 |       |
| Bronze | 5     | Ryan Lochte (USA)      | 1:53.94 |       |
| 4      | 2     | Radosław Kawęcki (POL) | 1:55.59 |       |
| 5      | 3     | Zhang Fenglin (CHN)    | 1:55.59 |       |
| 6      | 7     | Kazuki Watanabe (JPN)  | 1:57.03 |       |
| 7      | 8     | Yakov Toumarkin (ISR)  | 1:57.62 |       |
| 8      | 1     | Mitch Larkin (AUS)     | 1:58.02 |       |

OR - Rècord olímpic / NR - Rècord nacional